# Onychocerus hovorei
Onychocerus hovorei là một loài bọ cánh cứng trong họ Cerambycidae.